# Basilica di Santa Caterina d'Alessandria

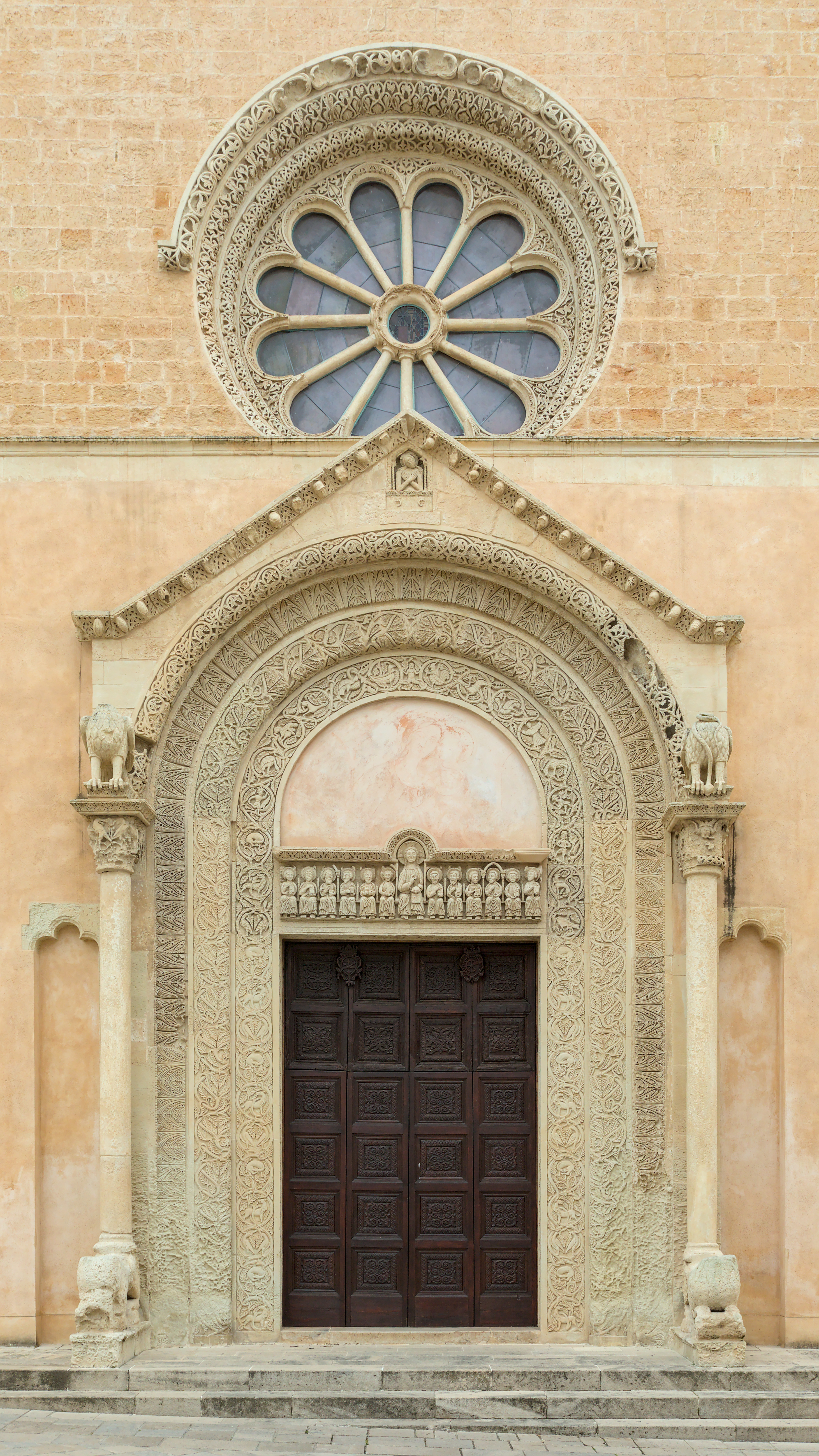
Il portale maggiore

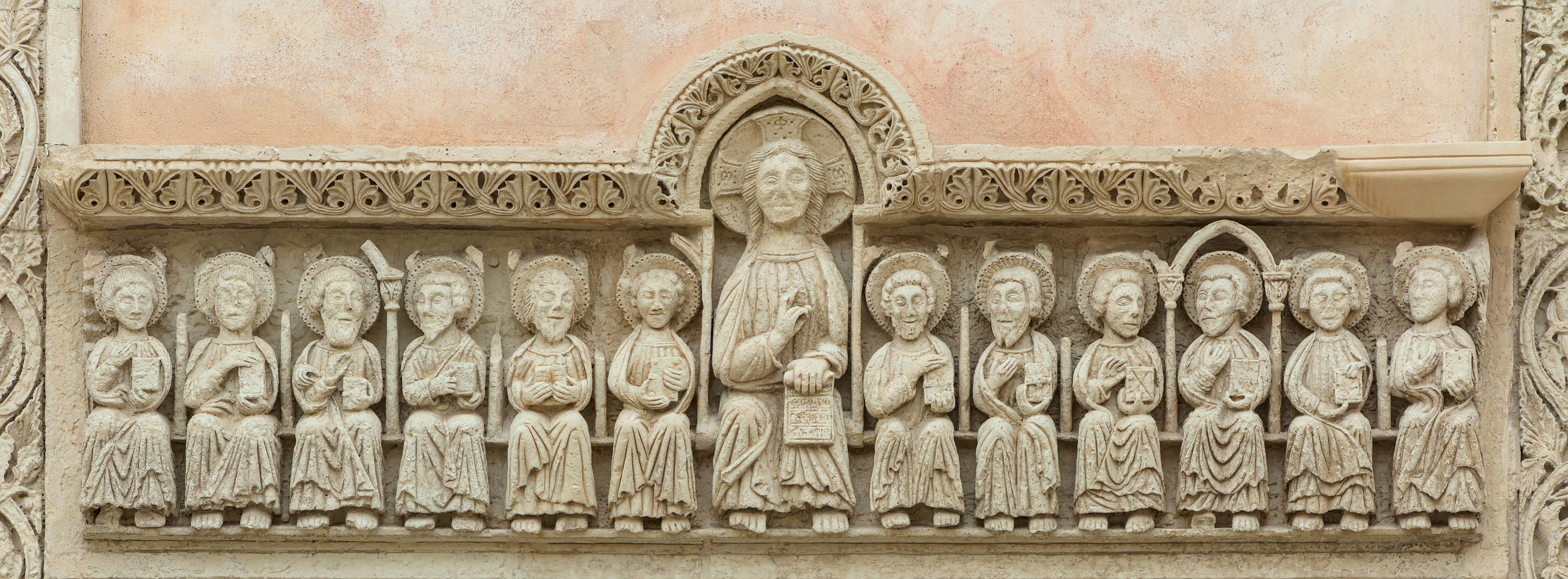
Cristo tra i dodici apostoli, sull'architrave del portale maggiore

La basilica di Santa Caterina d'Alessandria, uno dei più insigni monumenti del gotico in Puglia, è un edificio del centro storico di Galatina.

## Storia
La tradizione vuole che l'edificio sia stato fondato tra il 1369 e il 1391, per volontà di Raimondo Orsini del Balzo, ma secondo alcuni studiosi è il frutto di un ampliamento o comunque una trasformazione di un impianto già esistente a due campate, sia per la morfologia del portale piuttosto anacronistico per la seconda metà del Trecento, sia per la stessa morfologia dei capitelli posti sui pilastri polistili delle prime tre campate dell'aula centrale. Ma sembrerebbe dimostrarlo anche l'affresco della 'Madonna della Mela' la cui committenza si fa risalire ai Toucy, e precisamente a Lucia d'Altavilla contessa di Soleto negli anni precedenti al 1299. Il sospetto che una porzione dell'attuale facciata possa risalire già a quella data, allo stato attuale non può essere affatto rigettato. Perde quindi di credibilità la data affissa sull'architrave del portale di sinistra a caratteri capitali non pertinenti per il periodo. Ma è più probabile che sia stato fondato dallo zio Raimondo del Balzo divenuto conte di Soleto a partire dal 1319.
In ogni modo la tradizione attribuisce l'intera operazione al nipote Raimondello che in uno dei suoi numerosi viaggi, di ritorno dalle crociate, si spinse sino alla sommità del Monte Sinai per rendere omaggio al corpo di santa Caterina; secondo la leggenda, nel ripartire, baciò la mano della santa, strappandole il dito con i denti. Tornato in Italia portò con sé la reliquia che, incastonata in un reliquiario d'argento, tuttora si conserva nel tesoro della chiesa. L'edificio, alla morte di Raimondello avvenuta nel 1405, sarà completato dalla moglie, la principessa Maria d'Enghien, e poi dal figlio, Giovanni Antonio Orsini del Balzo.
L'edificio fu costruito su una preesistente chiesa bizantina di rito greco risalente al IX-X secolo le cui tracce sono ben visibili nel muro esterno della navata destra in cui è stata inglobata, forse per risparmiare materiale edilizio, l'abside.

## Descrizione

### Prospetto
Il prospetto si presenta con tre cuspidi, sottolineate da archetti ciechi trilobati. Il portale maggiore ha il protiro sorretto da due colonne poggianti su leoni stilofori, mentre sull'architrave reca un bassorilievo raffigurante Cristo tra i dodici apostoli. Interessante è la decorazione delle tre fasce concentriche del portale e del rosone, finemente intagliato a raggiera.
La parte superiore della facciata centrale, rientrante rispetto alla parte inferiore, presenta tre acroteri: una croce al centro, san Francesco d'Assisi, a destra, e san Paolo Apostolo, a sinistra. In fondo al coro si erge la tribuna ottagonale realizzata dal principe di Taranto Giovanni Antonio Del Balzo Orsini entro il 1459.

#### Tribuna ottagonale
La Tribuna, dalla tradizione considerata semplicemente 'Coro' è in realtà uno degli esempi più interessanti di cappella funeraria di famiglia ad impianto centrale ottagono posta lungo l'asse della chiesa e fondata dal principe Giovannantonio Del Balzo Orsini per ospitare i mausolei/cenotafi della propria famiglia. Un impianto che si pone in sintonia con il gusto di metà Quattrocento e di altre tribune ottagonali che in quegli anni si realizzavano nel Regno di Napoli simile ad altri esempi di tribune costruite verso la metà del Quattrocento nel Regno di Napoli. Attualmente in fondo alla Tribuna rimane solo il mausoleo del principe Giovanni Antonio Del Balzo Orsini, mentre il mausoleo sepolcrale del padre Raimondello Orsini è stato rimontato sulla parete sinistra del Coro, una volta smontato e segato. La Tribuna è coperta da una cupola ad ombrello e risulta quasi un unicum nel panorama regionale pugliese di metà Quattrocento. Su ogni faccia dell'Ottagono della Tribuna si apriva una monofora a trafori geometrici riconducibili ai disegni pisanelliani, come attesta l'unico lacerto di traforo ancora esistente su una monofora, tamponata nel corso del tempo e portata alla luce dai restauri otto-novecenteschi. Motivi che rimandano chiaramente ai disegni pisanelliani, come le geometrie delle ghimberghe, in origine di forma triangolare.. I motivi geometrici delle decorazioni dei capitelli del Mausoleo e delle ghimberghe sommitali poste a coronamento della Tribuna, insieme ad alcuni lacerti ancora in situ del traforato di una delle monofore, rimandano ai modi di Giorgio Orsini da Sebenico, oltre a chiare attenzioni pisanelliane.

### Interno

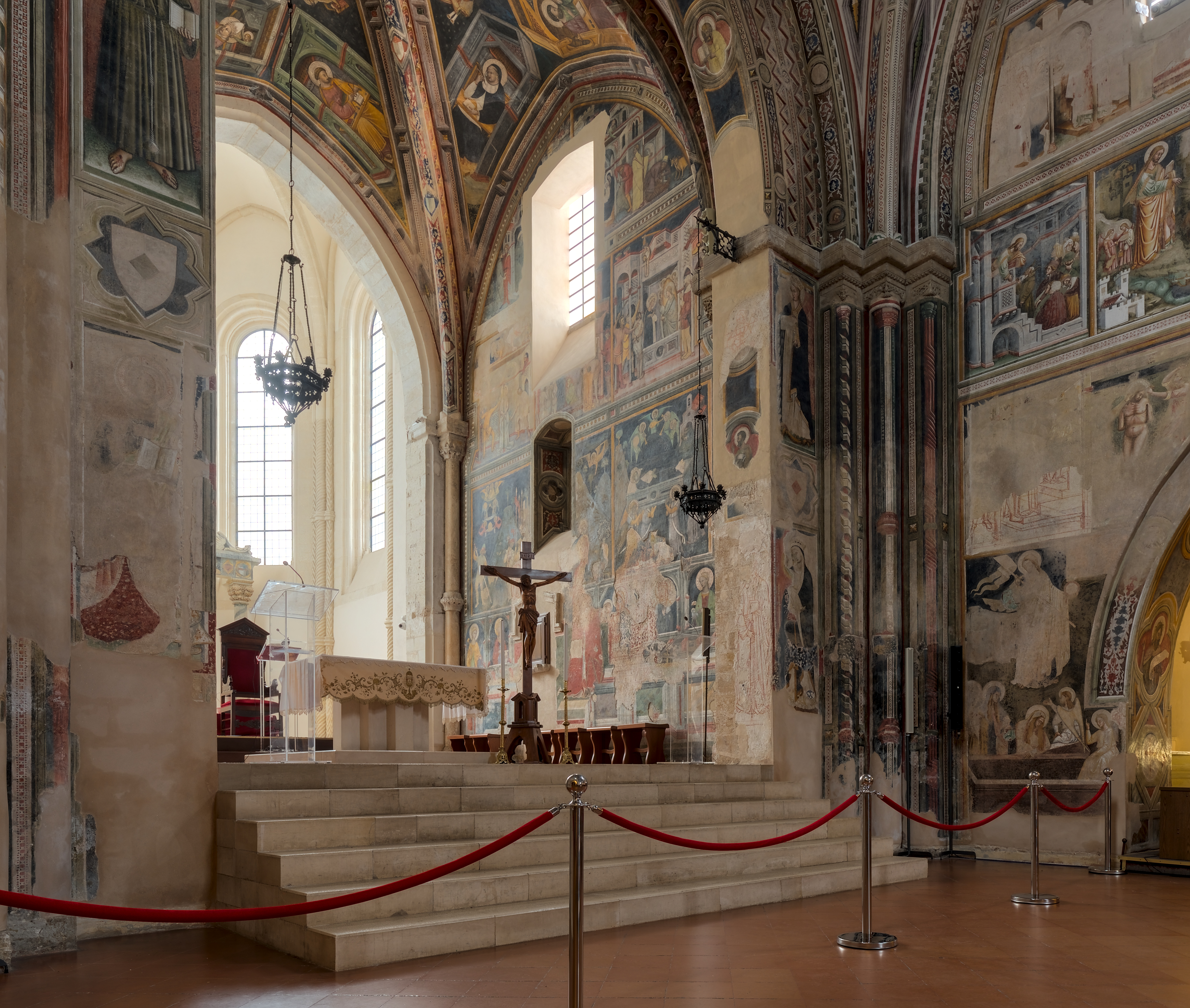
Il coro

L'interno ad aula unica con deambulatori laterali comunicanti attraverso aperture ad arco a sesto acuto, che diaframmano le attuali basse navatelle laterali voltate a botte, ma che in origine avevano funzioni non pertinenti con la basilica. L'aula divisa in tre campate coperte da volte a crociera costolonate. I capitelli sono a soggetto floreale e con figure umane e animali.
La tribuna in fondo, trasformata successivamente in coro, era nata per ospitare i mausolei dei committenti è stata aggiunta nella prima metà del Quattrocento per volontà del principe di Taranto Giovanni Antonio del Balzo Orsini.
La decorazione pittorica riveste grande importanza artistica. L'interno fu completamente affrescato verso la fine del Trecento da maestranze locali coprendo in alcune parti lacerti più antichi. Infatti si tratta di un vero e proprio palinsesto pittorico realizzato a partire dalla prima metà del Trecento inoltratosi fino agli anni Quaranta del Quattrocento. Affreschi considerati ricoperti e in parte fatti rifare dalla regina di Napoli e contessa di Lecce Maria d'Enghien, la quale decise di far ricoprire e in parte riaffrescare l'edificio (siamo nei primi decenni del Quattrocento) e quindi giunsero artisti da varie zone della penisola: maestranze di scuola giottesca e senese e un certo Franciscus De Arecio (erroneamente detto Francesco d'Arezzo) pittore di icone e di ex-voto, di mediocre qualità. Le influenze di matrice giottesca sono particolarmente visibili negli affreschi delle vele della seconda campata nelle quali sono raffigurati i sette sacramenti che si spiegherebbero solo con la committenza di Raimondo del Balzo, zio di Raimondello. Si notano infatti stemmi araldici ad un unico partito del Balzo, successivamente ridipinti e inquartati con gli stemmi Colonna.
Gli elementi di scuola senese sono riscontrabili in alcuni affreschi dell'ambulacro sinistro: per esempio nella scena raffigurante l'Annunciazione si possono notare i colli dei personaggi un po' allungati, elemento caratteristico delle pitture senesi di quel periodo. L'unico affresco recante la firma "Franciscus De Arecio" è ubicato nell'ambulacro destro e riporta un'immagine di sant'Antonio Abate; assieme al nome dell'artista viene riportata la data 'MCDXXXV'. Tracce delle prime pitture sono visibili in vari punti dell'edificio dove si sono distaccati gli affreschi più recenti e quindi risulta particolarmente visibile il primo strato. Il critico Vittorio Sgarbi, in visita alla basilica nel 2014, anno della candidatura a patrimonio UNESCO, commentando l'opera afferma 
L'intero ciclo di affreschi si sviluppa da sinistra a destra, in senso rotatorio e si presenta sicuramente più interessante nella navata centrale. Lungo le pareti della prima campata e in controfacciata sono affrescate le Scene dell'Apocalisse, che costituiscono il ciclo più vasto di tutta la chiesa. Esse introducono la narrazione nelle vele della prima campata, evocando i temi più importanti e le principali allegorie dell'Apocalisse di Giovanni. Nella seconda campata sono affrescate le Storie della Genesi, sulle due pareti laterali, e nella volta, i Sette Sacramenti. Nella terza, sono rappresentate le Gerarchie Angeliche nella volta, mentre le Storie della Vita di Cristo, sulle pareti. A santa Caterina d'Alessandria e alla sua vita è dedicato, sulle pareti del presbiterio, un ciclo di diciassette affreschi, mentre nella volta sono affrescati gli Evangelisti e i Dottori della Chiesa. Nel coro, che non rappresenta nessun tipo di decorazione ad eccezione di una serie di stemmi gentilizi, s'innalza il cenotafio di Giovanni Antonio Orsini Del Balzo, mentre quello di Raimondello è ubicato sul lato sinistro dell'altare maggiore, nel presbiterio. Sia il ciclo pittorico della navata centrale che le Storie della Vergine nella navata destra furono commissionati da Maria d'Enghien e pertanto sono databili fra il 1416 e il 1443, anno di morte della principessa.

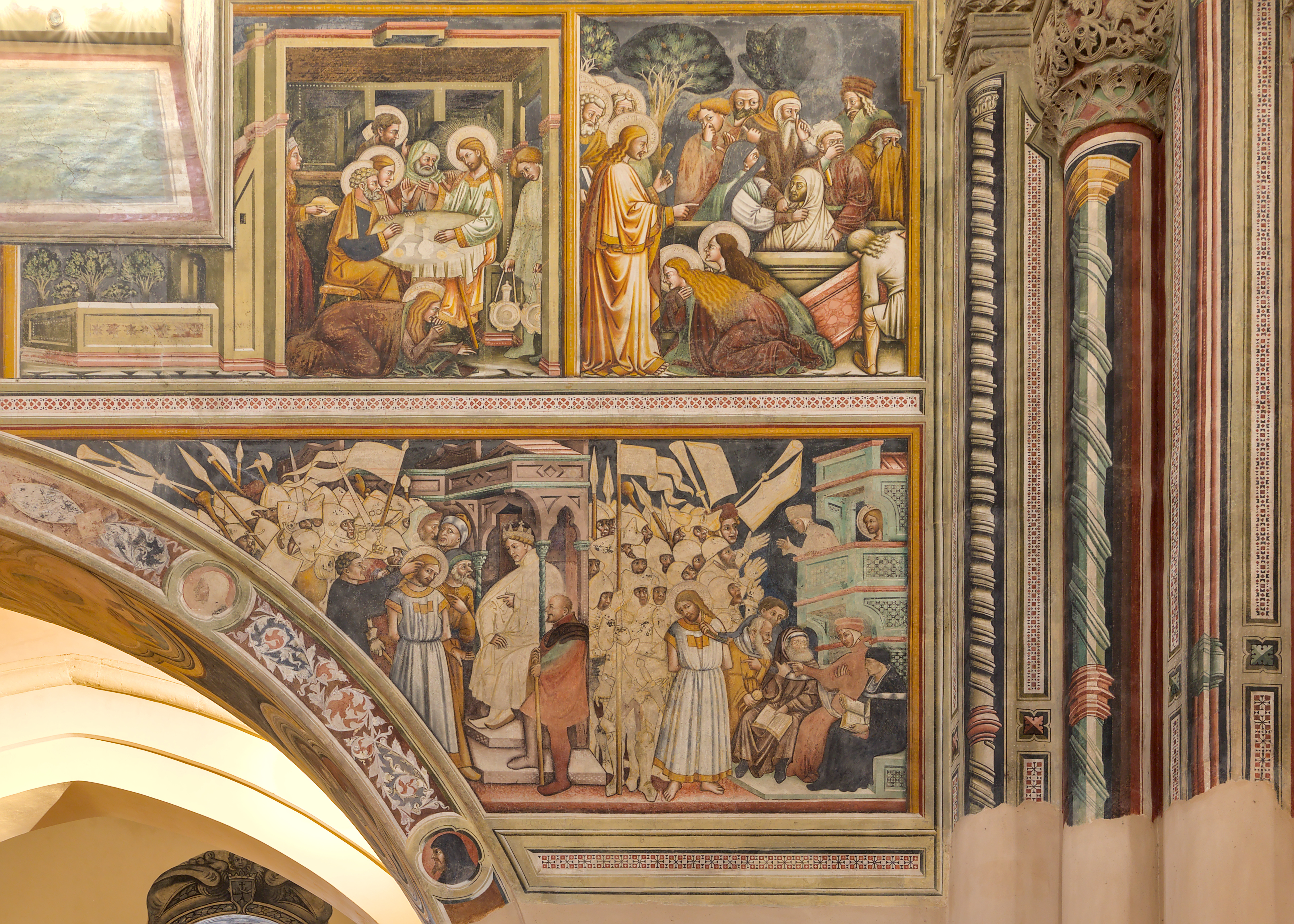
Scene del Nuovo Testamento
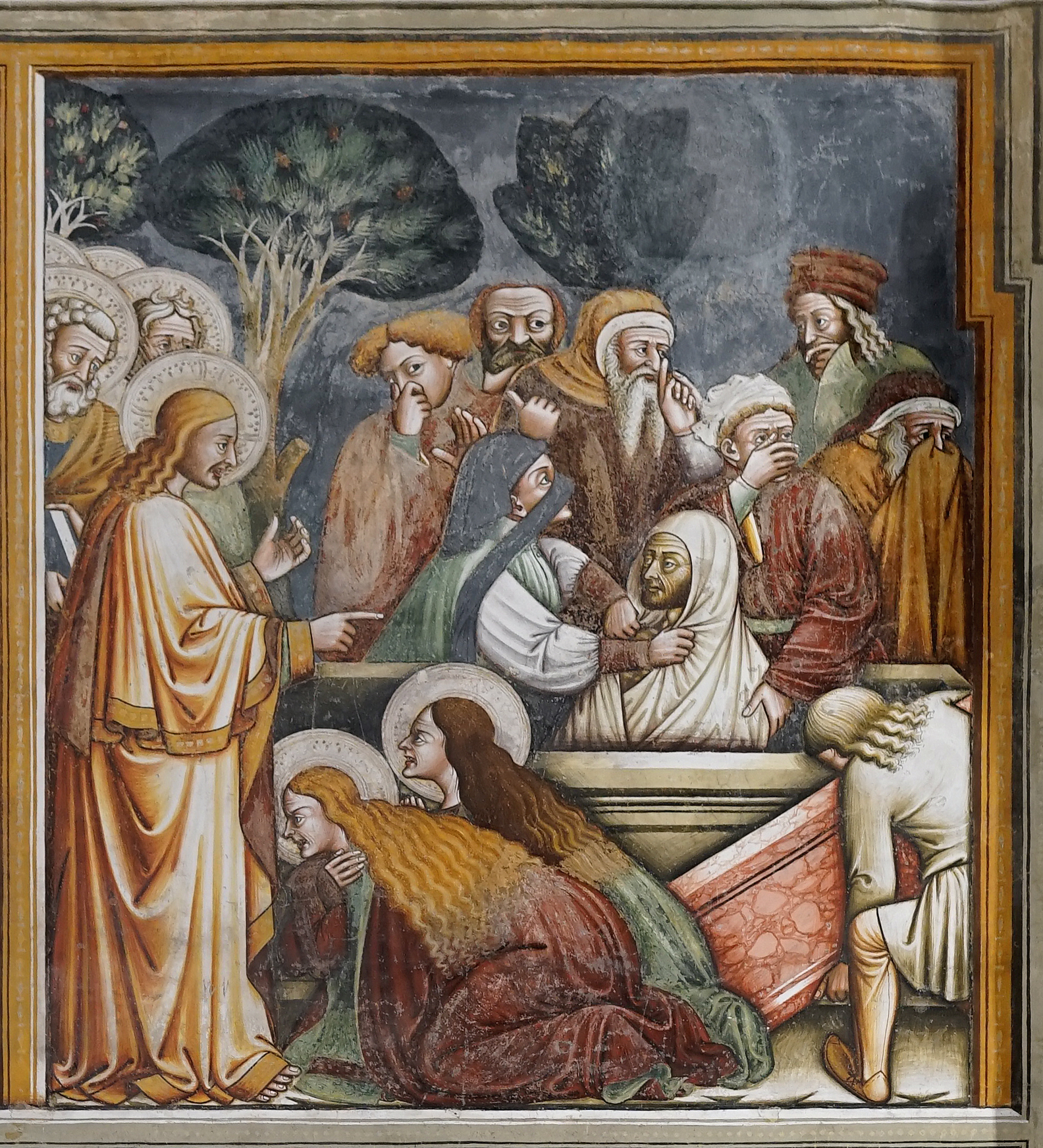
Resurrezione di Lazzaro
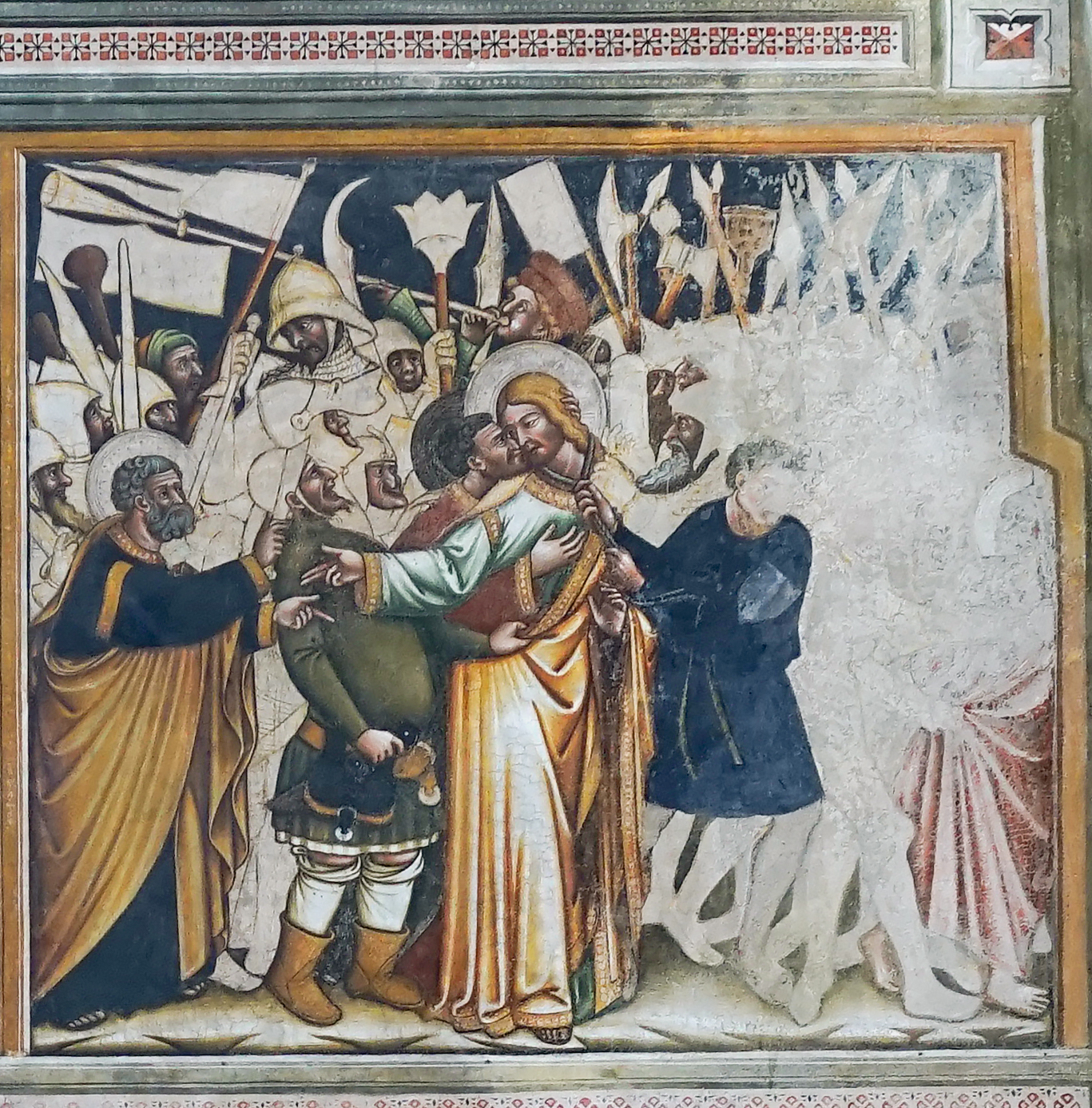
Il bacio di Giuda
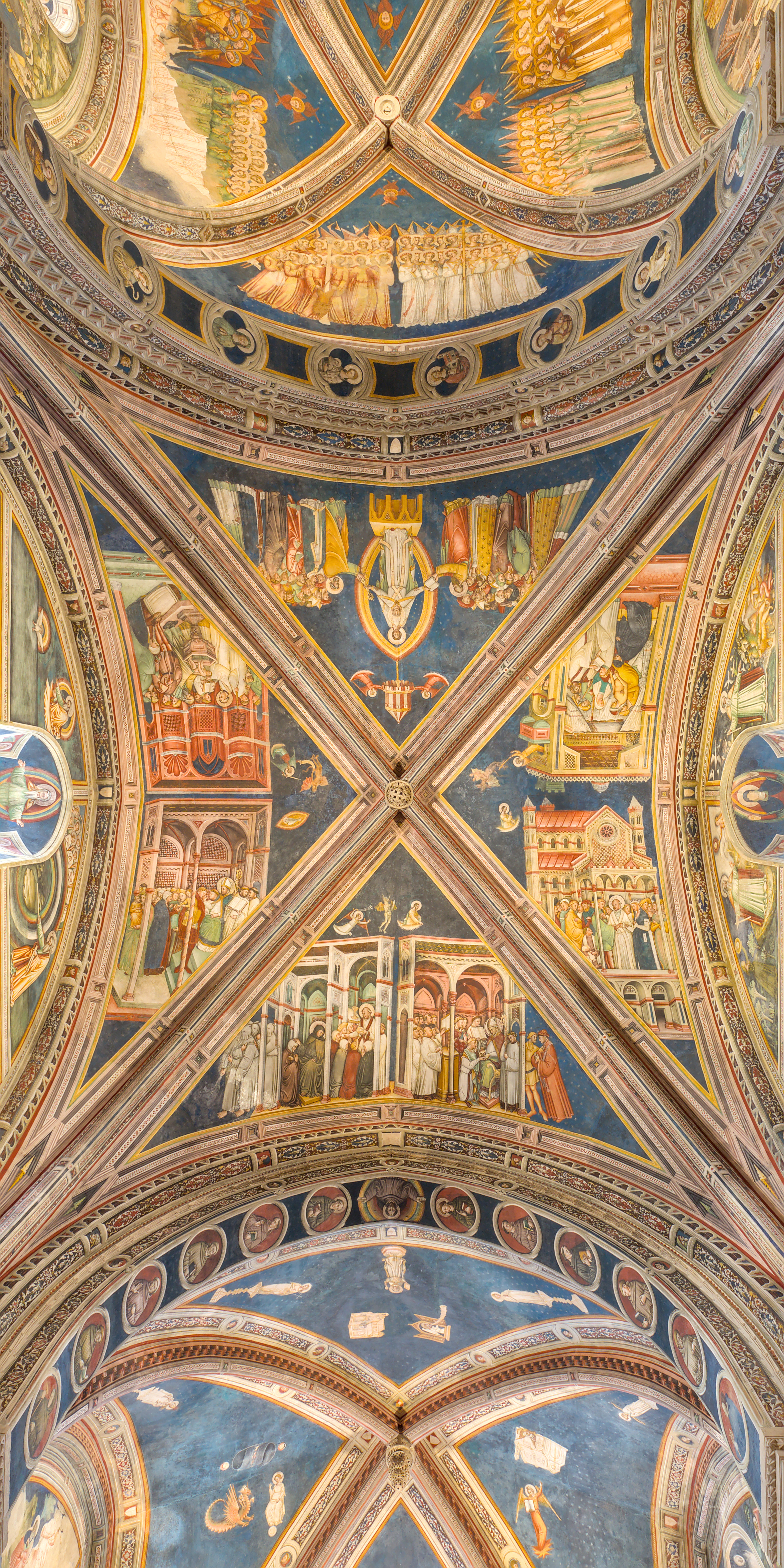
I sette sacramenti
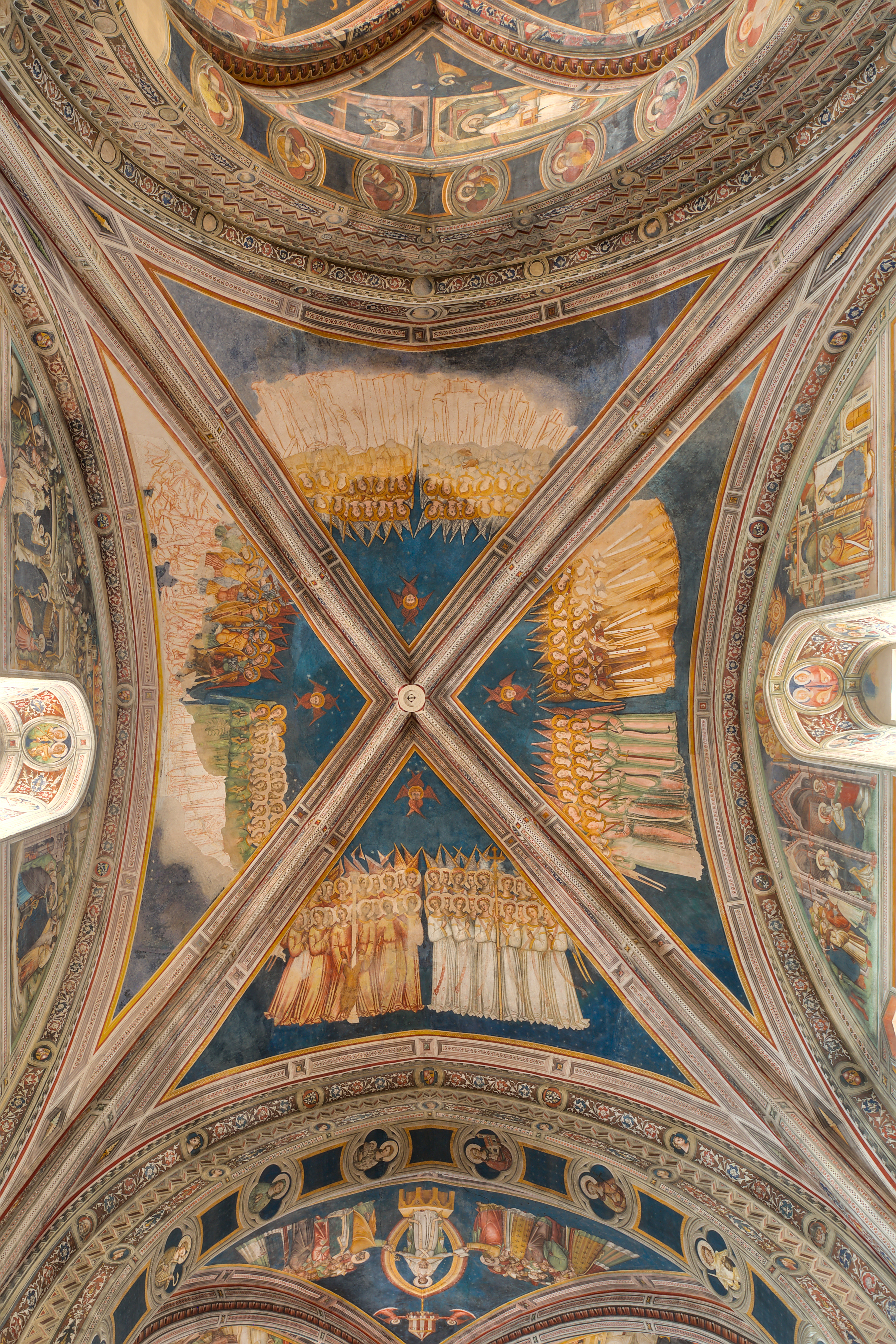
Gerarchia degli angeli

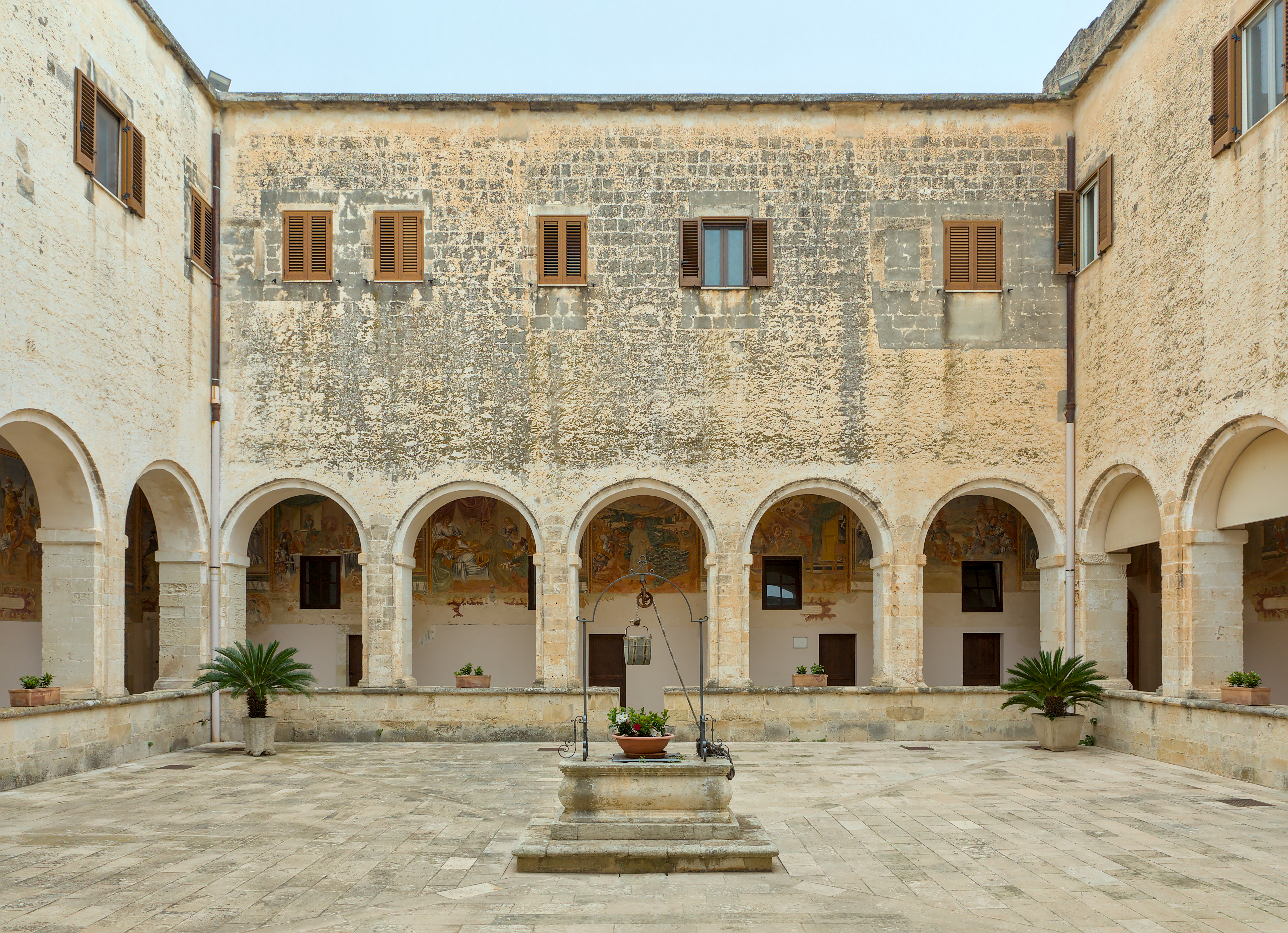
Il chiostro

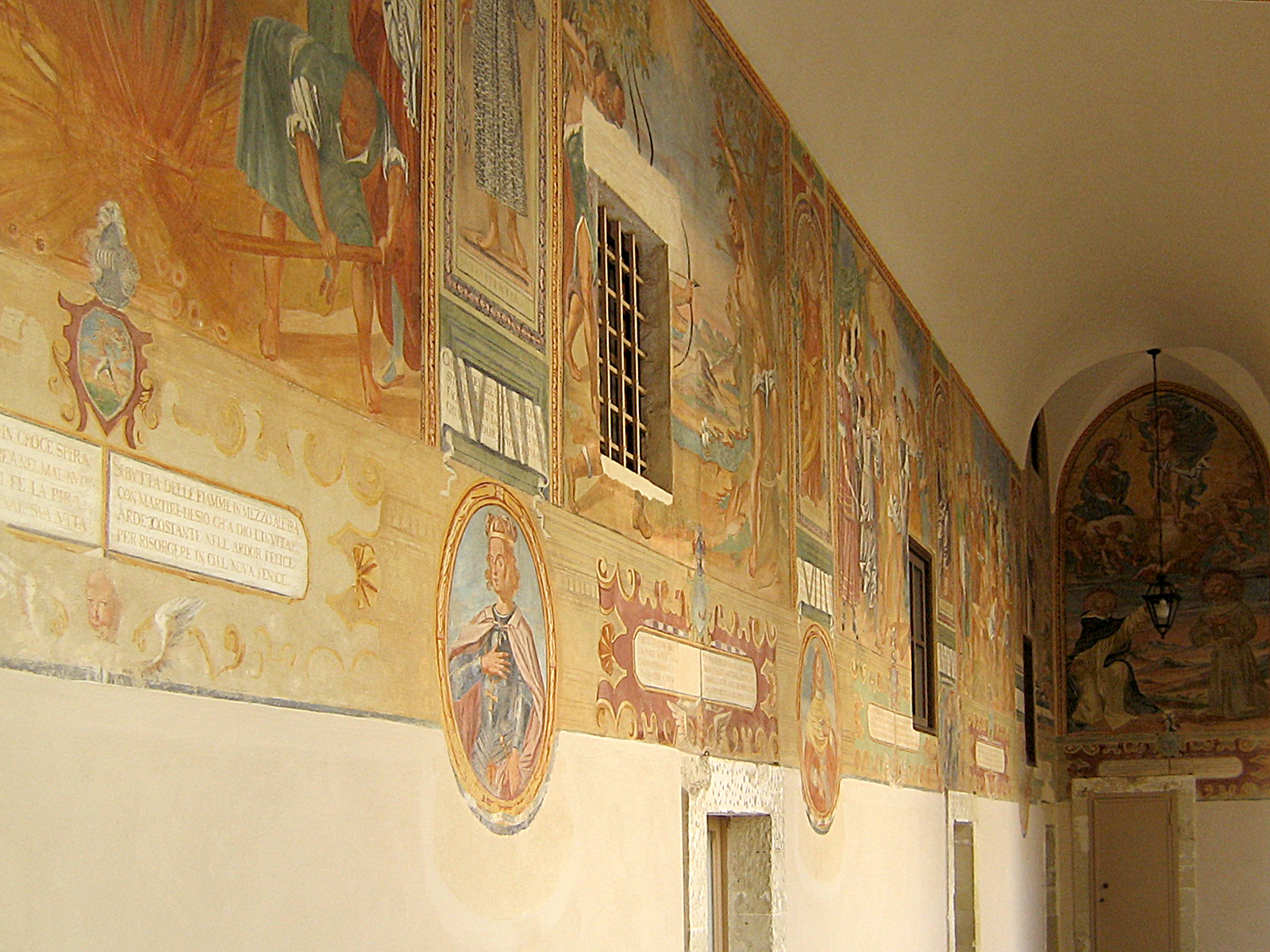
Affreschi del chiostro

Attiguo alla chiesa è il Convento cateriniano, completamente ricostruito tra il XVI e il XVII secolo in sostituzione del monastero orsiniano quattrocentesco. Il convento presenta un chiostro quadrangolare interamente affrescato nel 1696 da fra' Giuseppe da Gravina di Puglia.
Solo dopo alterne vicende esso è ritornato ad esser custodito dai frati francescani: con l'esproprio dei beni ecclesiastici, (incamerati dal demanio pubblico) verso la fine degli anni sessanta del XIX secolo in base alle cosiddette leggi eversive (legge n° 3036 del 7 luglio 1866 e legge n° 3848 del 15 agosto 1867) il convento fu destinato ad uso carcerario, successivamente vi trovò posto anche una stazione dei carabinieri. Negli anni sessanta dello scorso secolo una parte dell'edificio fu destinata ai francescani, mentre nelle altre ali rimanevano i carcerati e i militari. Solo in secondo tempo il convento venne completamente restituito ai frati.

## Altre notizie
La chiesa di Santa Caterina, già classificata monumento nazionale di I categoria nel 1870 (relazione Cavoti-Castromediano del 1871), fu elevata alla dignità di basilica minore nel 1992.
Il 14 ottobre 2023 si è sottoscritto in Galatina il "Patto di Amicizia tra la Città di Assisi e la Città di Galatina". Patto certamente favorito da legami storici, artistici e spirituali profondi di cui la basilica di Santa Caterina di Alessandria è un bellissimo esempio. . Nella stessa occasione, presenti il sindaco di Galatina, Fabio Vergine e quello di Assisi, Stefania Proietti, è stato conferito il "Premio Beniamino De Maria" al galatinese Sergio Fusetti, capo restauratore della Basilica di San Francesco e del Sacro Convento, che proprio in questa chiesa aveva iniziato, come garzone, la sua attività di restauratore.